# Etnogeneze
Etnogeneze (z řec. ethnos neboli „národnost“ a genesis neboli „zrod“) je proces formování nového národa či etnika, během něhož se určitá skupina lidí vydělí z šířeji chápaného kulturního rámce svého okolí a počne sebe sama vnímat jako etnicky odlišnou. Zrod jakéhokoliv etnika je dlouhý a komplikovaný, kulturně-historický proces, který může trvat staletí až tisíciletí.